# Бисон (Марна)
Бисон (фр. Buisson) насеље је и општина у североисточној Француској у региону Шампањ-Арден, у департману Марна која припада префектури Витри ле Франсоа.
По подацима из 2011. године у општини је живело 82 становника, а густина насељености је износила 12,11 становника/km². Општина се простире на површини од 6,77 km². Налази се на средњој надморској висини од 109 метара.

## Демографија
| 1962. | 1968. | 1975. | 1982. | 1990. | 1999. | 2011. |
| ----- | ----- | ----- | ----- | ----- | ----- | ----- |
| 91    | 109   | 98    | 90    | 91    | 91    | 82    |

График промене броја становника у току последњих година